# Megaselia aurantiaca
Megaselia aurantiaca är en tvåvingeart som beskrevs av Borgmeier 1971. Megaselia aurantiaca ingår i släktet Megaselia och familjen puckelflugor. Inga underarter finns listade i Catalogue of Life.